# SM i M30
M30, eller Mälar 30 som båten också kallas, seglar varje år om titeln svensk mästare. SM hanteras av Mbåtsförbundet, och resultat samt innevarande års mästerskapseglingar beskrivs på M30 eskaderns webbplats.